# Trigonostigma
Trigonostigma – rodzaj ryb z rodziny karpiowatych (Cyprinidae).

## Klasyfikacja
Gatunki zaliczane do tego rodzaju:
- Trigonostigma espei
- Trigonostigma hengeli – razbora Hengela[3]
- Trigonostigma heteromorpha – razbora klinowa[4]
- Trigonostigma somphongsi

Gatunkiem typowym jest Rasbora heteromorpha (T. heteromorpha).

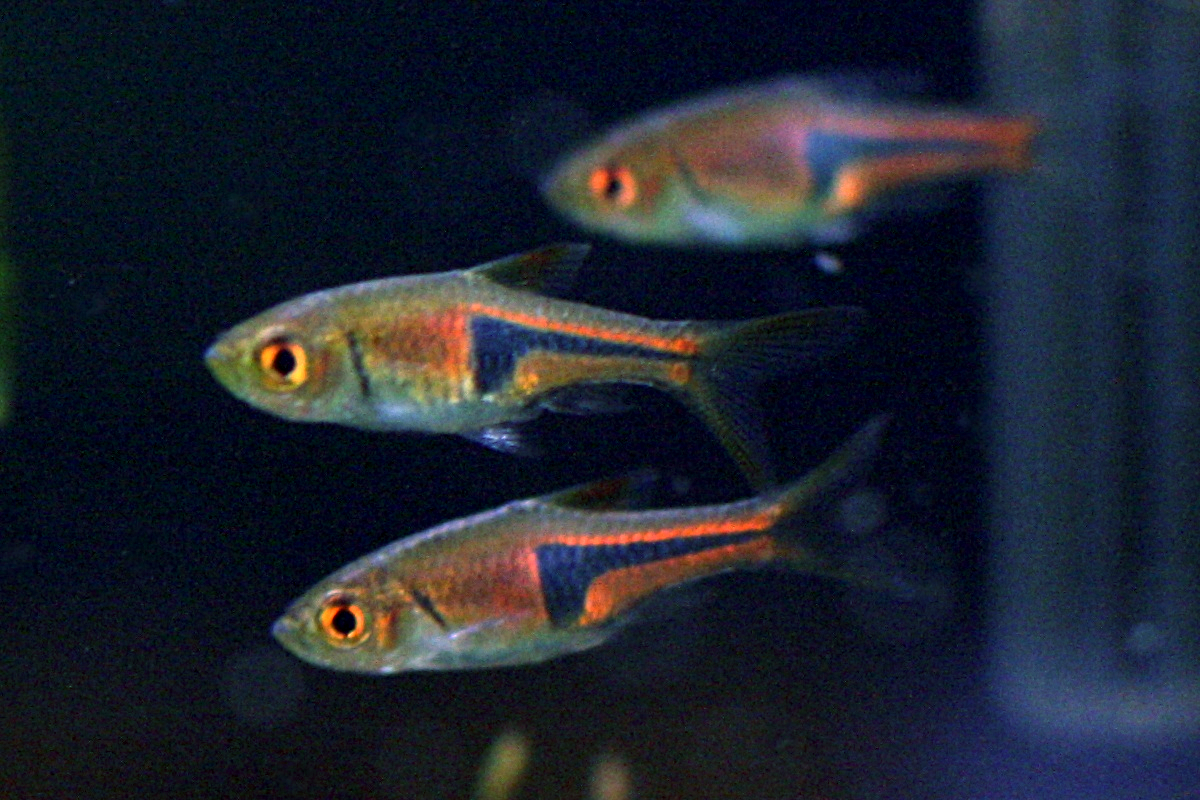
Trigonostigma espei
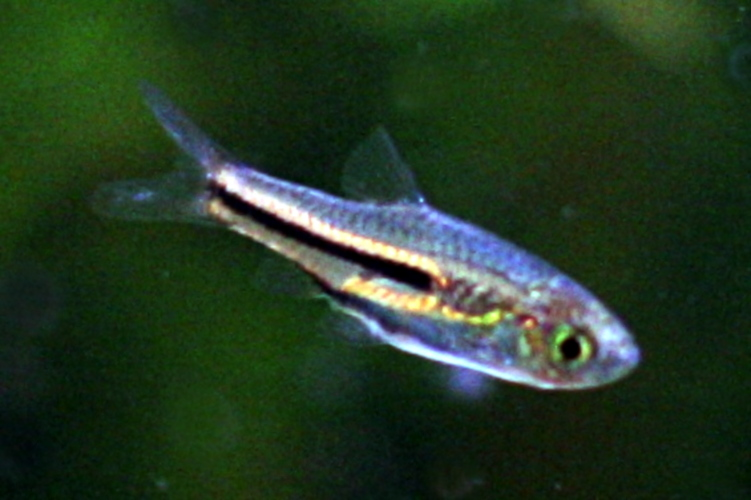
Trigonostigma somphongsi